# Bengalia chiangmaiensis
Bengalia chiangmaiensis är en tvåvingeart som beskrevs av Hiromu Kurahashi och Tumrasvin 1979. Bengalia chiangmaiensis ingår i släktet Bengalia och familjen spyflugor.
Artens utbredningsområde är Thailand. Inga underarter finns listade i Catalogue of Life.